# 1-й бомбардировочный авиационный корпус
1-й бомбардировочный авиационный корпус (1-й бак) — соединение Военно-Воздушных Сил (ВВС) РККА, Вооружённых Сил СССР, принимавшее участие в боевых действиях Великой Отечественной войны.

## Наименования корпуса
- 1-й бомбардировочный авиационный корпус;
- 2-й гвардейский бомбардировочный авиационный корпус;
- 2-й гвардейский бомбардировочный авиационный Львовский корпус;
- 6-й гвардейский бомбардировочный авиационный Львовский корпус;
- 6-й гвардейский бомбардировочный авиационный Львовский Краснознамённый корпус;
- 6-й гвардейский бомбардировочный авиационный Львовский Краснознамённый ордена Суворова корпус;
- 44-й гвардейский бомбардировочный авиационный Львовский Краснознамённый ордена Суворова корпус.

## Создание корпуса
Корпус создан приказом НКО СССР 10 сентября 1942 года на базе расформированной 1-й бомбардировочной авиационной армии

1. Сформировать и иметь в резерве Ставки Верховного Главнокомандования:
в) 1-й бомбардировочный авиационный корпус в составе: Управления авиакорпуса по штату № 015/281, 122-го батальона связи по штату № 015/215, 293, 285 и 263-й авиационных дивизий каждая в составе трёх бомбардировочных авиаполков по 20 самолётов каждый.
1-й бомбардировочный авиакорпус дислоцировать в районе Москва и восточнее Москвы.
2. К формированию авиакорпусов приступить немедленно и закончить в сроки согласно утверждённого мною плана организационных мероприятий.
4. 1-ю и 2-ю истребительные и 1-ю бомбардировочную авиаармии — расформировать. Личный состав и имущество обратить на укомплектование формируемых авиакорпусов.

5. Авиационные корпуса включить в состав действующей армии.
11. Назначить:
Командиром 1-го бомбардировочного авиакорпуса генерал-майора авиации Судец В. А.
Командиром 263-й бомбардировочной авиадивизии полковника Добыш Ф. И.
— приказ НКО СССР № 00196 от 10 сентября 1942 года

## Преобразование корпуса
1-й бомбардировочный авиационный корпус 5 февраля 1944 года преобразован во 2-й гвардейский бомбардировочный авиационный корпус

## В действующей армии
В составе действующей армии с 22 октября 1942 года по 5 февраля 1944 года, всего 472 дня

## Командир корпуса
- Генерал-майор авиации Судец Владимир Александрович[4]. Период нахождения в должности: с 18 сентября 1942 года по 31 марта 1943 года
- Полковник Полбин Иван Семёнович[5]. Период нахождения в должности: с 1 апреля 1943 года по 20 октября 1943 года
- Генерал-майор авиации Полбин Иван Семёнович[5]. Период нахождения в должности: с 20 октября 1943 года по 5 февраля 1944 года.

## В составе объединений
| Объединение                               | Период                        |
| ----------------------------------------- | ----------------------------- |
| Резерв ставки ВГК                         | 10.09.1942 г. — 22.10.1942 г. |
| 3-я воздушная армия Калининский фронт     | 22.10.1942 — 29.01.1943       |
| 14-я воздушная армия Волховский фронт     | 29.01.1943 — 21.02.1943       |
| 6-я воздушная армия Северо-Западный фронт | 21.02.1943 — 26.03.1943       |
| 2-я воздушная армия Воронежский фронт     | 26.03.1943 — 13.07.1943       |
| 5-я воздушная армия Степной фронт         | 13.07.1943 — 20.10.1943       |
| 5-я воздушная армия 2-й Украинский фронт  | 20.10.1943 — 05.02.1944       |

## Соединения, части и отдельные подразделения корпуса
| - 221-я бомбардировочная авиационная дивизия - 57-й бомбардировочный авиационный полк - 745-й бомбардировочный авиационный полк - 860-й бомбардировочный авиационный полк - 222-я бомбардировочная авиационная дивизия - 16-й бомбардировочный авиационный полк - 37-й бомбардировочный авиационный полк - 125-й бомбардировочный авиационный полк - 263-я бомбардировочная авиационная дивизия - 46-й бомбардировочный авиационный полк - 202-й бомбардировочный авиационный полк - 321-й бомбардировочный авиационный полк - 283-я бомбардировочная авиационная дивизия - 293-я бомбардировочная авиационная дивизия - 780-й бомбардировочный авиационный полк - 804-й бомбардировочный авиационный полк - 854-й бомбардировочный авиационный полк - 389-я отдельная авиационная эскадрилья связи - 263-я отдельная рота связи - 69-й отдельный взвод земного обеспечения самолётовождения - 2161-я военно-почтовая станция |

| - 263-я бомбардировочная авиационная дивизия - 46-й бомбардировочный авиационный полк - 202-й бомбардировочный авиационный полк - 321-й бомбардировочный авиационный полк - 293-я бомбардировочная авиационная дивизия - 780-й бомбардировочный авиационный полк - 804-й бомбардировочный авиационный полк - 854-й бомбардировочный авиационный полк - 389-я отдельная авиационная эскадрилья связи - 263-я отдельная рота связи - 69-й отдельный взвод земного обеспечения самолётовождения - 2161-я военно-почтовая станция |

| - 1-я гвардейская бомбардировочная авиационная дивизия - 80-й гвардейский бомбардировочный авиационный полк - 81-й гвардейский бомбардировочный авиационный полк - 82-й гвардейский бомбардировочный авиационный полк - 293-я бомбардировочная авиационная дивизия - 780-й бомбардировочный авиационный полк - 804-й бомбардировочный авиационный полк - 854-й бомбардировочный авиационный полк - 389-я отдельная авиационная эскадрилья связи - 263-я отдельная рота связи - 69-й отдельный взвод земного обеспечения самолётовождения - 2161-я военно-почтовая станция |

## Участие в операциях и битвах
- Великолукская операция[4] — с 24 ноября 1942 года по 20 января 1943 года
- Прорыв блокады Ленинграда. Операция «Искра»[4] — с 29 января 1943 года по 30 января 1943 года
- Демянская операция — с 15 февраля 1943 года по 28 февраля 1943 года.
- Харьковская оборонительная операция[7] - с 19 февраля 1943 года по 14 марта 1943 года.
- Курская оборонительная операция — с 5 июля 1943 года по 12 июля 1943 года.
- Белгородско-Харьковская операция — с 3 августа 1943 года по 23 августа 1943 года.
- Черниговско-Полтавская операция— с 13 августа 1943 года по 21 сентября 1943 года.
- Кировоградская операция — с 5 января 1944 года по 16 января 1944 года.
- Корсунь-Шевченковская операция[5] — с 24 января 1944 года по 5 февраля 1944 года.

## Гвардейские соединения и части
- 1-й бомбардировочный авиационный корпус переименован во 2-й гвардейский бомбардировочный авиационный корпус[2]
- 263-я бомбардировочная авиационная дивизия переименована в 1-ю гвардейскую бомбардировочную авиационную дивизию[8]
- 46-й скоростной бомбардировочный авиационный полк переименован в 80-й гвардейский бомбардировочный авиационный полк[8]
- 202-й бомбардировочный авиационный полк переименован в 81-й гвардейский бомбардировочный авиационный полк[8]
- 321-й бомбардировочный авиационный полк переименован в 82-й гвардейский бомбардировочный авиационный полк[8]
- 393-я Черкасская бомбардировочная авиационная дивизия переименована в 8-ю гвардейскую Черкасскую бомбардировочную авиационную дивизию[2]
- 780-й бомбардировочный авиационный полк переименован в 160-й гвардейский бомбардировочный авиационный полк[2]
- 804-й Черкасский бомбардировочный авиационный полк переименован в 161-й гвардейский Черкасский бомбардировочный авиационный полк[2]
- 854-й бомбардировочный авиационный полк переименован в 162-й гвардейский бомбардировочный авиационный полк[2]
- 389-я отдельная авиационная эскадрилья связи переименована в 6-ю гвардейскую отдельную авиационную эскадрилью связи[2]
- 263-я отдельная рота связи переименована в 36-ю гвардейскую отдельную роту связи[2]

## Почётные наименования
- 1-й гвардейской бомбардировочной авиационной дивизии присвоено почётное наименование «Кировоградская»[9]
- 393-й бомбардировочной авиационной дивизии присвоено почётное наименование «Черкасская»[10]
- 804-му бомбардировочному авиационному полку присвоено почётное наименование «Черкасский»[10]

## Герои Советского Союза
- Гаврилов Владимир Яковлевич, майор, командир 804-го бомбардировочного авиационного полка 293-й бомбардировочной авиационной дивизии 1-го бомбардировочного авиационного корпуса 3-й воздушной армии 1 мая 1943 года удостоен звания Героя Советского Союза. Золотая Звезда № 975.